# بربارة إيلاين سميث
بربارة إيلاين سميث (بالإنجليزية: Barbara Elaine Smith)‏ هي مقدمة تلفزيونية وسيدة أعمال وعارضة وصاحبة مطعم وكاتِبة أمريكية، ولدت في 24 أغسطس 1949 في بيتسبرغ في الولايات المتحدة.

## وصلات خارجية
- بربارة إيلاين سميث على موقع IMDb (الإنجليزية)
- بربارة إيلاين سميث على موقع قاعدة بيانات الفيلم (الإنجليزية)

- الموقع الرسمي